# نورت بروک (ایلینوی)
نورت بروک (به انگلیسی: Northbrook) یک روستا در ایالات متحده آمریکا است که در شهرستان کوک (ایلینوی) واقع شده‌است. نورت بروک ۳۴٫۴۴ کیلومتر مربع مساحت و ۳۳٬۱۷۰ نفر جمعیت دارد.